# Liste der Bodendenkmäler in Röthenbach an der Pegnitz
Auf dieser Seite sind die Bodendenkmäler in der mittelfränkischen Stadt Röthenbach an der Pegnitz zusammengestellt. Diese Tabelle ist eine Teilliste der Liste der Bodendenkmäler in Bayern. Grundlage ist die Bayerische Denkmalliste, die auf Basis des Bayerischen Denkmalschutzgesetzes vom 1. Oktober 1973 erstmals erstellt wurde und seither durch das Bayerische Landesamt für Denkmalpflege geführt wird. Die folgenden Angaben ersetzen nicht die rechtsverbindliche Auskunft der Denkmalschutzbehörde.

Mit dem Stand vom 7. August 2018 sind 17 Bodendenkmäler von Röthenbach an der Pegnitz in der Bayerischen Denkmalliste eingetragen.

## Hinweise zu den Angaben in der Tabelle
- Spalte Name, Bezeichnung: Bezeichnung des denkmalgeschützten Objektes
- Spalte Ortsteil: Ortsteil, in dem sich das denkmalgeschützte Objekt befindet
- Spalte  Koordinaten: Geografischer Standort
- Spalte Denkmalnummer: Offizielle Denkmalnummer des Bayerischen Landesamts für Denkmalpflege
- Spalte Zeitstellung: Besondere Daten, so weit bekannt oder ableitbar, teilweise auch Datum der Ersterwähnung der Liegenschaft
- Spalte Denkmalumfang, Bemerkung: Nähere Erläuterungen über den Denkmalstatus, den Umfang der Liegenschaft und ihre Besonderheiten

Bis auf die Spalte Bild sind alle Spalten sortierbar.

## Liste der Bodendenkmäler
| Name, Bezeichnung                                                                                         | Ortsteil                  | Koordinaten                  | Denkmalnummer | Zeitstellung | Denkmalumfang, Bemerkung                                                           | Bild           |
| --- | ------------------------- | ---------------------------- | ------------- | ------------ | ---------------------------------------------------------------------------------- | -------------- |
| Grabhügel vorgeschichtlicher Zeitstellung                                                                 | Haimendorf                | 49° 28′ 38″ N, 11° 16′ 22″ O | D-5-6533-0068 |              | Südlich von Himmelgarten                                                           |                |
| Freilandstation des Mesolithikums, Siedlung der Urnenfelder-, Späthallstatt- und Frühlatènezeit           | Haimendorf                | 49° 27′ 59″ N, 11° 18′ 42″ O | D-5-6533-0069 |              | Auf dem Gipfelplateau des Moritzberges                                             | weitere Bilder |
| Siedlung vorgeschichtlicher Zeitstellung                                                                  | Haimendorf                | 49° 28′ 37″ N, 11° 17′ 58″ O | D-5-6533-0070 |              | Nordöstlich von Haimendorf                                                         |                |
| Siedlung vorgeschichtlicher Zeitstellung                                                                  | Haimendorf                | 49° 28′ 47″ N, 11° 17′ 24″ O | D-5-6533-0071 |              | In der Flur Grieß                                                                  |                |
| Siedlung der Urnenfelderzeit                                                                              | Haimendorf                | 49° 28′ 24″ N, 11° 17′ 58″ O | D-5-6533-0072 |              | Östlich von Haimendorf                                                             |                |
| Freilandstation des Mesolithikums und Siedlung der Hallstattzeit                                          | Haimendorf                | 49° 28′ 24″ N, 11° 16′ 48″ O | D-5-6533-0073 |              | In der Flur Au                                                                     |                |
| Siedlung der Hallstattzeit                                                                                | Haimendorf                | 49° 28′ 20″ N, 11° 16′ 51″ O | D-5-6533-0074 |              | In der Flur Au. Gemeindegrenze zu Leinburg überschreitendes Bodendenkmal           |                |
| Siedlung vorgeschichtlicher Zeitstellung                                                                  | Haimendorf                | 49° 28′ 5″ N, 11° 17′ 11″ O  | D-5-6533-0075 |              | Westlich von Rockenbrunn. Gemeindegrenze zu Leinburg überschreitendes Bodendenkmal |                |
| Siedlung der Bronzezeit                                                                                   | Haimendorf                | 49° 28′ 5″ N, 11° 17′ 36″ O  | D-5-6533-0076 |              | In Rockenbrunn                                                                     |                |
| Siedlung der Hallstattzeit                                                                                | Wetzendorf                | 49° 29′ 24″ N, 11° 15′ 55″ O | D-5-6533-0078 |              | Gemeindegrenze zu Lauf an der Pegnitz überschreitendes Bodendenkmal                |                |
| Burgstall des Mittelalters sowie untertägige frühneuzeitliche Befunde im Bereich des Schlosses Haimendorf | Haimendorf                | 49° 28′ 22″ N, 11° 17′ 42″ O | D-5-6533-0147 |              | Schloss Haimendorf                                                                 | weitere Bilder |
| Mittelalterliche und frühneuzeitliche Befunde im Bereich der evangelisch-lutherischen Kirche St. Moritz   | Haimendorf                | 49° 28′ 2″ N, 11° 18′ 44″ O  | D-5-6533-0149 |              | Kirche St. Moritz                                                                  | weitere Bilder |
| Herrensitz des späten Mittelalters und der frühen Neuzeit                                                 | Wetzendorf                | 49° 28′ 51″ N, 11° 16′ 27″ O | D-5-6533-0171 |              | Herrensitz Himmelgarten                                                            | weitere Bilder |
| Herrensitz des Mittelalters und der frühen Neuzeit                                                        | Haimendorf                | 49° 28′ 20″ N, 11° 16′ 4″ O  | D-5-6533-0179 |              | Schloss Renzenhof                                                                  | weitere Bilder |
| Herrensitz der frühen Neuzeit                                                                             | Haimendorf                | 49° 28′ 1″ N, 11° 17′ 29″ O  | D-5-6533-0181 |              | Herrensitz Rockenbrunn                                                             | weitere Bilder |
| Herrensitz der frühen Neuzeit                                                                             | Röthenbach an der Pegnitz | 49° 28′ 57″ N, 11° 14′ 14″ O | D-5-6533-0182 |              | Herrensitz Gelbes Schlösschen oder Bachmeier-Schlösschen                           | weitere Bilder |
| Herrensitz der frühen Neuzeit                                                                             | Röthenbach an der Pegnitz | 49° 28′ 56″ N, 11° 14′ 16″ O | D-5-6533-0183 |              | Herrensitz Zainhammer Schloss oder Zimmermann-Schlösschen, 1907 abgerissen         |                |